# Istruzione
Per istruzione si intende "l'opera svolta per istruire attraverso l'insegnamento [...] e il risultato o frutto di tale attività", cioè "apprendere [...] una serie di nozioni relative sia a una materia [...] o a un'arte, sia all'esercizio di una particolare attività". Nel senso più generico fa riferimento all'aspetto più scolastico dell'insegnamento. L'istruzione appartiene all'area delle scienze sociali, ma rileva anche nell'ambito delle pure scienze umane: essa può essere pubblica o privata.
L'idea di armonizzare i sistemi educativi europei nasce fin dall'avvento della Comunità Economica Europea, ma inizia a realizzarsi solo negli anni 1990. Nel mondo, l'Organizzazione per la cooperazione e lo sviluppo economico (OCSE) si occupa di dare una valutazione dei sistemi di istruzione nei vari paesi, città e regioni.

## Cicli di istruzione

### Istruzione prescolastica
Riguarda la fascia di età 0-6 anni, e si compone dei servizi educativi per l'infanzia e la scuola dell'infanzia, non obbligatorie.

### Istruzione primaria
Comprende la sola scuola primaria, quinquennale. Riguarda la fascia d'età 6-11 anni, obbligatoria. Insieme alla scuola secondaria di primo grado fa parte del primo ciclo d'istruzione.

### Istruzione secondaria
Riguarda la fascia d'età 11-19 anni, obbligatoria fino a 16 anni
Si compone di:
- scuola secondaria di primo grado, triennale, per la fascia d'età 11-14 anni. Insieme alla scuola primaria fa parte del primo ciclo d'istruzione, al termine del quale è previsto un esame di stato.
- scuola secondaria di secondo grado, quadriennale o quinquennale, per la fascia d'età 14-19 anni. Fa parte del secondo ciclo di istruzione, al termine del quale è previsto un esame di stato.
- istruzione e formazione professionale, triennale o quadriennale, per la fascia d'età 14-18 anni. Fa parte del secondo ciclo di istruzione ma è di competenza regionale.

### Istruzione superiore
Comprende le università e il sistema di alta formazione artistica e musicale.

## Nel mondo
Il diritto all'istruzione è quindi uno dei diritti fondamentali della persona, di cui quattro elementi ne definiscono il contenuto fondamentale:
1. A nessuno si dovrà negare il diritto all'istruzione; tutti hanno diritto all'istruzione di base (elementare) in una qualche forma, compresa anche l'istruzione di base per gli adulti.
2. L'istruzione elementare dovrà essere gratuita e obbligatoria.
3. Nessuno può escludere un bambino o una bambina dall'istruzione elementare.
4. Lo Stato ha l'obbligo di tutelare questo diritto dalle intromissioni di terze parti; esiste libertà di scelta dell’istruzione senza interferenze alcune; e le minoranze hanno diritto all'insegnamento nella lingua di loro scelta, in istituti al di fuori del sistema ufficiale della pubblica istruzione.

La realizzazione del diritto all'istruzione per le donne è il più importante strumento di empowerment della persona, in quanto la conoscenza, l'esperienza e l'autostima sono necessarie per una piena partecipazione ai processi produttivi. Nonostante questo, l'opportunità di accedere al mondo della scuola è ancora preclusa ad un numero elevatissimo di bambine in molti paesi in via di sviluppo Tuttavia, l'istruzione delle donne è un passo fondamentale per tali Paesi, al fine del raggiungimento di altri obiettivi (come il controllo delle nascite e la riduzione dell'AIDS) e, in definitiva, per la loro crescita sociale ed economica. Investire nell'istruzione delle bambine è, in breve, la migliore possibilità di investimento per i Paesi in Via di Sviluppo, poiché è in grado di favorire non solo le generazioni presenti, ma anche quelle future.
Nonostante i progressi ottenuti da alcuni Stati del mondo in questo settore, infatti, si ricorda come il divario di genere rimanga molto ampio in tante parti del mondo: in alcuni Stati arabi, nell'Africa Sub-Sahariana e nel Sud-Ovest Asiatico. La partecipazione delle ragazze nella scuola primaria è sostanzialmente più bassa rispetto a quella dei ragazzi in 71 Paesi su 175 e quasi due terzi degli analfabeti nel mondo (si stima circa il 64%) è costituita da donne. I bambini che non usufruiscono del diritto all'istruzione nel mondo sono principalmente nell'Africa sub-Sahariana (29,8 M) e in Asia Meridionale e Occidentale (12,4 M). Seguono: Asia Orientale e Pacifico (5,1 M), Paesi Arabi (4,8 M), Sud America e Caraibi (2,7 M), Nord America ed Europa Occidentale (1,2 M), Europa Centrale e dell'Est (0,7 M) e infine Asia Centrale (0,3 M).

## Indicatori OCSE per la valutazione dei sistemi educativi
Ogni anno l'OCSE pubblica un rapporto intitolato Uno sguardo sull'istruzione: indicatori OCSE, che è basato su un insieme di indicatori statistici, e che vuole essere un aiuto per orientare le politiche nazionali di sviluppo dei sistemi educativi.
Nel seguito, per dare un'idea di cosa possa essere dedotto dal citato rapporto, è riportato l'elenco degli indicatori usati nell'indagine del 2008.

Resta sempre valida (nei vari anni di indagine) la suddivisione degli Indicatori in 4 aree tematiche (Capitoli):
- A. Risultati delle istituzioni scolastiche e impatto dell'apprendimento
- B. Risorse finanziarie e umane investite nell'educazione
- C. Accesso all'educazione, partecipazione e progressione
- D. Contesto pedagogico e organizzazione scolastica.

INDICATORI OCSE 2008:
Capitolo A:
- Indicatore A1: Quale è il livello di istruzione della popolazione adulta
- Indicatore A2: Quanti studenti proseguono gli studi dopo le scuole secondarie
- Indicatore A3: Quanti studenti prendono un Diploma universitario
- Indicatore A4: Quanti studenti avanzano negli studi universitari e quanti abbandonano
- Indicatore A5: Quali capacità nel campo delle Scienze posseggono gli studenti quindicenni
- Indicatore A6: Quale è la condizione sociale degli studenti quindicenni e il ruolo giocato dai loro genitori
- Indicatore A7: La condizione socio-economica dei genitori influisce sulla partecipazione dei figli a percorsi di formazione universitaria?
- Indicatore A8: In che modo la partecipazione a attività formative incide sulla inclusione nel mercato del lavoro
- Indicatore A9: Quali benefici economici derivano dalla formazione scolastica
- Indicatore A10: Quali sono gli incentivi ad investire nella Formazione

Capitolo B
- Indicatore B1: Quanto si spende per ciascuno studente
- Indicatore B2: Che percentuale del Prodotto Interno Lordo viene spesa per la Formazione
- Indicatore B3: Quanta Spesa Pubblica e quanti Investimenti Privati ci sono in Formazione
- Indicatore B4: A quanto ammonta in totale la Spesa pubblica per la Formazione
- Indicatore B5: Quanto spendono gli studenti per la formazione universitaria e di quali sussidi pubblici dispongono
- Indicatore B6: Su quali servizi e risorse viene fatta la spesa in Formazione
- Indicatore B7: Con quale efficienza si usano le risorse per la Formazione

Capitolo C
- Indicatore C1: Quanto sono diffusi programmi di formazione professionale
- Indicatore C2: Chi partecipa come studente alla formazione
- Indicatore C3: Chi studia all'estero e dove
- Indicatore C4: Con quanta efficacia avviene il passaggio dalla Formazione al lavoro
- Indicatore C5: Gli adulti che partecipano a iniziative di addestramento e formazione professionale

Capitolo D
- Indicatore D1: Quanto tempo stanno in aula gli alunni
- Indicatore D2: Che rapporto numerico c'è fra studenti e insegnanti e quale è il numero di alunni per classe
- Indicatore D3: Quanto sono pagati gli insegnanti
- Indicatore D4: Quanto tempo gli insegnanti dedicano all'insegnamento
- Indicatore D5: Quale incidenza hanno controlli di qualità sugli istituti ed esami e verifiche in genere per gli allievi nel Sistema Educativo
- Indicatore D6: Chi è deputato a prendere decisioni in campo educativo
- Indicatore D7: Chi sono gli insegnanti (Distribuzione del corpo docenti)

Per ciascuno degli indicatori sopra elencati, esiste un'ulteriore scomposizione in tavole e grafici che esprimono ulteriori dettagli dell'indagine.

## Dati e statistiche
Questo il rapporto UNESCO nel  2010:
- Ancora oggi 72 milioni di ragazzi e 71 milioni di adolescenti non hanno accesso ad una scuola.
- Il numero di ragazzi e adolescenti non scolarizzati è tuttavia diminuito di 33 milioni rispetto al 2000.
- Sempre a livello mondiale 759 milioni di adulti non sono capaci di leggere e scrivere. Nei due       terzi dei casi si tratta di donne.
- I paesi donatori versano attualmente circa 3 miliardi di franchi l'anno per l'aiuto all'educazione nelle regioni       più povere del mondo. Per garantire un'educazione per tutti occorrerebbero 16 miliardi di franchi all'anno in più.
- Secondo una stima del 2004 i Paesi che non hanno raggiunto l’obiettivo internazionalmente condiviso della parità tra generi nell’istruzione mettono a rischio tra lo 0,1- 0,3% punti percentuali di crescita nel P.I.L. pro capite.

### Rapporto con il reddito

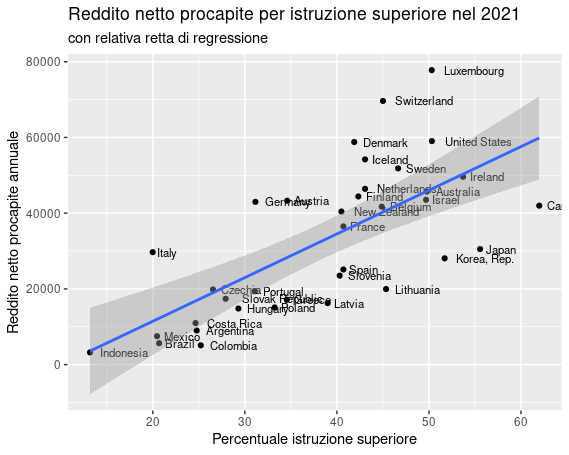
Fonti: OECD Data [https://data.worldbank.org/indicator/NY.ADJ.NNTY.PC.CD World Bank

Il reddito netto pro capite è fortemente correlato con l'istruzione superiore (laurea, dottorato, master ecc.) essendo l'Indice di correlazione di Pearson pari a al 68,9%, nel senso che all'aumentare dell'istruzione superiore cresce il reddito procapite. La retta di regressione si adatta bene ai dati, essendo il coefficiente di determinazione {\displaystyle R^{2}} pari al 47,47%. 
Dal grafico si vede che, escludendo l'Italia, dove a un 20% di persone con istruzione superiore corrisponde un reddito di 29 693 dollari, paesi come Brasile, Messico, Argentina, Indonesia ecc. ad una bassa percentuale di istruzione superiore hanno un reddito inferiore a 10 000 dollari. 
Invece paesi con percentuale alta di istruzione superiore (maggiore del 30%) come Germania, Austria, Stati Uniti, Svizzera, Svezia  ecc. hanno redditi procapite superiori a 40 000 dollari.